# لجنة الاتصال المخصصة
لجنة الاتصال المخصصة وتتمثل المهمة الرئيسية للجنة الاتصال المخصصة في تنسيق إيصال المساعدات الدولية إلى الأراضي الفلسطينية. يجتمع عادة مرتين في السنة في نيويورك أو بروكسل.

## بناء
هناك 15 عضوًا في لجنة الاتصال المخصصة من الولايات المتحدة والاتحاد الأوروبي والأمم المتحدة وصندوق النقد الدولي والبنك الدولي روسيا والنرويج واليابان والمملكة العربية السعودية وكندا والسلطة الفلسطينية وإسرائيل والأردن ومصر وتونس. تتلقى لجنة الاتصال المخصصة تقارير من اليونسكو والرباعية، وكذلك البنك الدولي، ويعمل الأخير كأمانة AHLC. 

## النرويج
ترأس النرويج اجتماعات لجنة الاتصال المخصصة، وهو الدور الذي رشحته المملكة العربية السعودية من أجله عندما كانت الولايات المتحدة والاتحاد الأوروبي على خلاف حول أي منهما ينبغي أن يتولى الرئاسة.

## اجتماعات
عقدت اجتماعات في السنوات الأخيرة كل سنتين. في عام 2018 كان هناك 3 اجتماعات على المستوى الوزاري.